# Néant
Der Néant ist ein Fluss in Frankreich, der im Département Loir-et-Cher in der Region Centre-Val de Loire verläuft. Er entspringt im Gemeindegebiet von Pierrefitte-sur-Sauldre, entwässert generell in westlicher Richtung abseits großer Ansiedelungen durch die seenreiche Naturlandschaft Sologne und mündet nach rund 41 Kilometern an der Gemeindegrenze von Montrieux-en-Sologne und Vernou-en-Sologne als linker Nebenfluss in den Beuvron.

## Orte am Fluss
(Reihenfolge in Fließrichtung)
- Nouan-le-Fuzelier
- Courmême, Gemeinde Saint-Viâtre
- Les Ruaux , Gemeinde Neung-sur-Beuvron
- Les Châteliers , Gemeinde Vernou-en-Sologne